# ولسونگ
ولسونگ (به زبان نروژی باستان: Vǫlsungr) در اساطیر اسکاندیناوی پسر رریر بود که به عنوان جد بد یُمن و بد اقبال قبیلهٔ ولسونگ به‌شمار می‌رود، که شامل پهلوانان نامدار اساطیری نورس می‌باشد. ولسونگ سرانجام بدست زیگایر، پادشاه گیت کشته شد که بعدها انتقام او توسط یکی از پسرانش به نام زیگموند و تنها دخترش زیگنی که همسر زیگایر نیز بود، گرفته شد.
مادر ولسونگ در هنگام زایمان جان خود را از دست داد. پدر و مادر ولسونگ صاحب فرزند نمی‌شدند تا اینکه فریگ سیب جادویی باروری را توسط ماده غولی برای آنان فرستاد. رریر، پدر ولسونگ مدت کوتاهی پس از این ماجرا درگذشت اما مادرش به مدت شش سال باردار بود تا زمانی که طاقطش سرآمد. ولسونگ نوزادی قوی بود و زمانی که به دنیا آمد، قادر به حرف زدن بود. در هنگام تولد به مانند فردی بالغ می‌ماند و به محض بوسیدن مادرش، دار فانی را وداع گفت. او دوران کودکی کوتاهی را سپری کرد و به سرعت تبدیل به مردی بزرگ و نیرومند شد. ولسونگ به عنوان جانشین پدرش، پادشاه هون‌ها شد و با هیوردیس ازدواج نمود. آن‌ها صاحب دوقلوهای زیگموند و زیگنی و نه پسر دیگر شدند. ولسونگ در طول سلطنتش به عنوان پادشاه در ۱۲۰ نبرد جنگید و هرگز شکست نخورد. اما این پیروزی‌ها چیزی طول نکشید تا اوضاع تغییر کرد.